# 평택영신초등학교
평택영신초등학교(平澤永新初等學校)는 경기도 평택시에 있는 공립 초등학교이다.

## 학교 연혁
- 2024년 9월 1일 : 개교